# Watertoren (Heeswijk)
De Watertoren in Heeswijk is onderdeel van het kasteel Heeswijk. De toren is gelegen aan de oostkant van het kasteel.